# Кременная Балка
Кременная Балка (укр. Кремінна Балка) — село на Украине, находится в Покровском районе Донецкой области.
Код КОАТУУ — 1423385405. Население по переписи 2001 года составляет 41 человек. Почтовый индекс — 85610. Телефонный код — 6278.

## Адрес местного совета
85610, Донецкая область, Марьинский р-н, с. Новоселидовка, ул. Ленина, 1а[обновить данные]